# Rainis
Rainis, właśc. Jānis Pliekšāns (ur. 11 września 1865, zm. 12 września 1929) – łotewski pisarz, dramaturg i dziennikarz, tłumacz literatury rosyjskiej, niemieckiej i angielskiej, autor książek dla dzieci. Polityk socjaldemokratyczny, w latach 1926-1928 minister oświaty Łotwy. Wywarł znaczny wpływ na rozwój łotewskiego języka literackiego oraz literatury łotewskiej. Autor słów pieśni patriotycznej Saule, Pērkons, Daugava.

## Życiorys
Po ukończeniu gimnazjum w Rydze studiował prawo w Petersburgu (1884–1888), następnie pracował w zawodzie adwokata w Wilnie i Mitawie. Poświęcił się działalności dziennikarskiej: od 1891 do 1895 stał na czele redakcji pisma "Dienas Lapa", po czym znów wyjechał pracować jako adwokat, tym razem do Poniewieża. Wziął udział w wydarzeniach rewolucyjnych na Łotwie w 1905 r., po czym wyemigrował do Szwajcarii. 
W niepodległej Łotwie został ministrem oświaty (1926–1928). W 1925 kandydował z ramienia socjaldemokracji w wyborach prezydenckich, jednak przegrał w I turze z Jānisem Čakstem i Kārlisem Ulmanisem. 
Tłumaczył na język łotewski dzieła Puszkina, Goethego i Szekspira. Pisywał również dla dzieci, np. "Mušu ķēniņš" (wyd. 1923) czy "Suns un kaķe" (1928).
W 1897 ożenił się z Aspazją.

## Dzieła
- Pusideālists (Półidealista, 1901)
- Tālas noskaņas zilā vakarā (Dalekie echa liliowego wieczoru, 1903)
- Lauzstās priedes (Złamane sosny)
- Kalna kāpejs (Wędrowiec)
- Uguns un nakts (Ogień i noc, 1904)
- Vētras sēja (Posiew burzy, 1905)
- Klusā grāmata (Cicha książka, 1909)
- Ave, sol! (1910)
- Tie, kas neaizmirst (Ci, którzy nie zapominają, 1911)
- Zelta zirgs (Złoty koń, 1911)
- Indulis un Ārija (Indulis i Aria, 1911)
- Gals un sākums (Koniec i początek, 1912)
- Pūt, vējiņi! (Wiej, wietrzyku, 1913)
- Spēlēju, dancoju (Tańcząc, śpiewając, 1915)
- Krauklitis (Mały kruk, 1917)
- Daugava (1919)
- Jāzeps un viņa brāļi (Józef i jego bracia, 1919; wyd. pol. 1991)
- Iļja Muromietis (Ilia Muromiec, 1923)
- Lellīte Lolīte (1924)
- Putniņš uz zara (1925)
- Mīla stiprāka par nāvi (1927)
- Kastaņola (1928)
- Saulīte slimnīcā (1928)
- Suns un kaķe (1928)